# WM-80
WM-80 — китайская реактивная система залпового огня.
Разработана NORINCO в Китае. Предлагается на экспорт китайской внешнеторговой корпорацией Norinco. Система поставлялась в Бангладеш, Армению, Иорданию и Судан.
Пусковая установка смонтирована на базе четырёхосной грузовой машины повышенной проходимости Shandong Taian TAS5380SQ (TAS5382) грузоподъёмностью 20 т с колёсной формулой 8 × 8. В кабине размещается на марше боевой расчёт из пяти человек.

## Тактико-технические характеристики
- Калибр: 273 мм
- Количество направляющих: 8
- Стартовая масса снаряда: 505 кг
- Масса БЧ: 150 кг
- Длина снаряда: 4580 мм
- Дальность стрельбы: 34-80 км
- Скорость снаряда 1140 м/с
- Время полета на макс. дальность 165с
- Расчет: 5 человек
- Масса пусковой установки в боевом положении: 34 т
- Габариты пусковой установки: 9,55×3,06×3.3 м
- Время перезаряжания: 5-8 минут
- Запас хода: 550 км
- Время перевода из походного положения в боевое: 3-5 минут
- Длина направляющих: 4885 мм
- Угол возвышения направляющих: от +20° до +60°
- Угол горизонтального обстрела: ±20° от оси боевой машины

## Модификации
- WM-120 — модификация WM-80 с увеличенной до 120 км дальностью.

## На вооружении
- Армения — В 1999 году в Вооружённые силы Армении поставлено от 4 до 8 боевых машин[1][2][3]
- Иордания — более 2-х единиц на 2016 год[4]
- Нагорно-Карабахская Республика — неизвестное количество, по состоянию на 2020 год[5]